# サン＝ジェルマン＝デ＝プレ教会

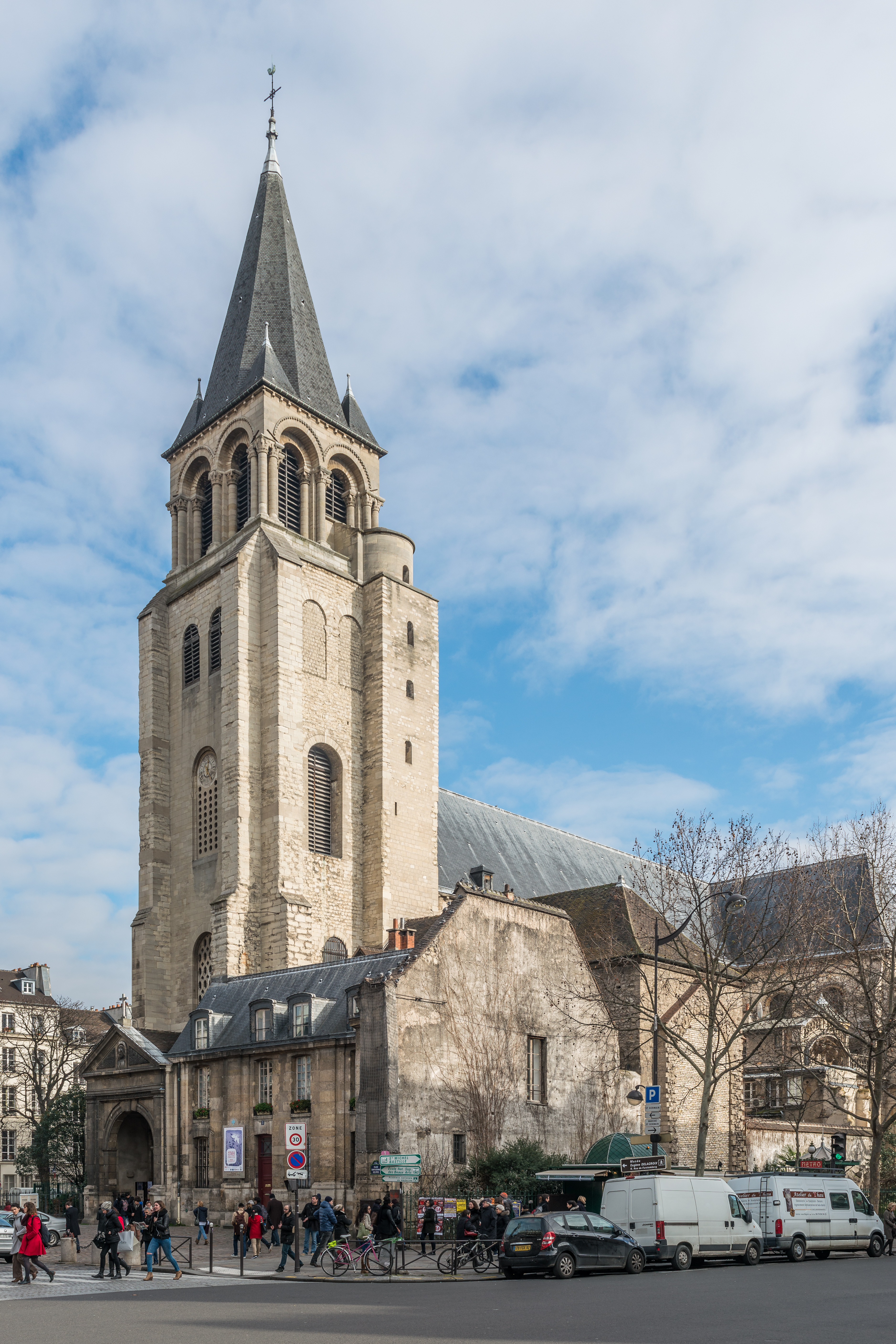
サンジェルマン・デ・プレ教会

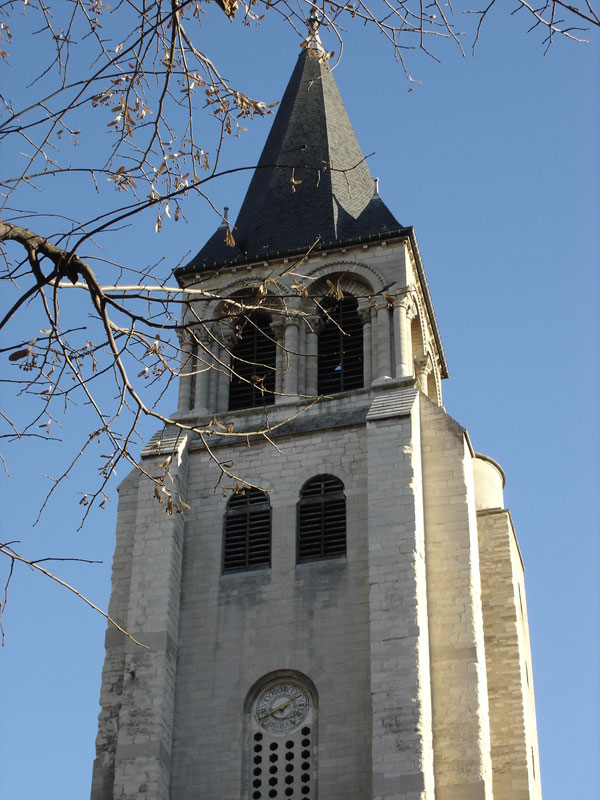
サンジェルマン・デ・プレ教会の鐘楼

サン＝ジェルマン＝デ＝プレ教会は、パリ6区にある教会である。サン＝ジェルマン＝デ＝プレ地区の中心にあり、サン＝ジェルマン＝デ＝プレ駅のすぐ近くに位置している。
543年にパリ王キルデベルト1世が聖遺物を納めるために修道院の付属教会として建造した。キルデベルトはこの修道院に埋葬され、その後、メロヴィング朝の霊廟に定められた。自身が同修道院に埋葬された王家の最初の人となった。576年にパリ司教聖ジェルマンが葬られこの名がついた。
フランス革命前はセーヌ川左岸の広大な地を占める大修道院で、畑や牧草地を含んでいた。17世紀に濠、城壁が築かれた。
現在残る教会はパリ最古の教会である。990年に再建が始まり、1163年に完成したロマネスク様式の建築で、17世紀に身廊の天井がゴシックのヴォールトに改造された。革命時に一部を焼失し、1821年以降に修復された。考古学者E・ルフェーブル＝ポンタリスによれば、「パリで最も修復を受けた宗教記念物」とも考えられる。

## 埋葬者
- キルデベルト1世
- キルペリク1世
- クロタール2世
- ベルトルーデ（英語版）（クロタール2世の妃）
- キルペリク2世
- キルデリク2世
- ビリキルド（英語版）（キルデリク2世の妃）
- 聖ジェルマン（英語版）
- フレデグンド
- ヤン2世 (ポーランド王)
- ヴィルヘルム・エゴン・フォン・フュルステンベルク（英語版）
- 初代ダンバートン伯ジョージ・ダグラス（英語版）
- ロード・ジェームズ・ダグラス（英語版）
- 10代アンガス伯ウィリアム・ダグラス（英語版）
- Jacques Barbeu-Dubourg
- ルネ・デカルト
- ニコラ・ボアロー＝デプレオー